# Centrolene fernandoi
Centrolene fernandoi là một loài ếch thuộc họ Centrolenidae.
Đây là loài đặc hữu của Peru.
Môi trường sống tự nhiên của chúng là vùng núi ẩm nhiệt đới hoặc cận nhiệt đới và sông ngòi.
Chúng hiện đang bị đe dọa vì mất môi trường sống.